# NGC 2785
NGC 2785 é uma galáxia irregular (Im) localizada na direcção da constelação de Lynx. Possui uma declinação de +40° 55' 05" e uma ascensão recta de 9 horas, 15 minutos e 15,2 segundos.
A galáxia NGC 2785 foi descoberta em 16 de Março de 1884 por Édouard Jean-Marie Stephan.